# Estação Cardinal Lemoine
Cardinal Lemoine é uma estação da linha 10 do Metrô de Paris, localizada na 5.º arrondissement de Paris.

## Localização
A estação está localizada no coração do Quartier Latin, sob a rue Monge a noroeste do cruzamento com a rue du Cardinal-Lemoine.

## História
A estação foi aberta em 1931 durante a extensão da linha 10 para Jussieu. Sob a estação se encontra um túnel de ligação de via dupla com a linha 7. Emprestado em serviço comercial durante um ano de 1930 a 1931 quando a linha 10 foi para a estação Porte de Choisy, é agora inutilizada.
O nome da estação vem de sua localização perto do cruzamento da rue du Cardinal-Lemoine e rue Monge, sob a qual circula a linha 10 depois de Maubert - Mutualité.
Em 2011, 1 661 863 passageiros vieram para esta estação. Ela viu entrar 1 715 926 passageiros em 2013, o que a coloca na 265ª posição das estações de metrô por sua frequência em 302.

## Serviços aos Passageiros

### Acessos
A estação possui dois acessos, cada um constituído por uma escada fixa decorada com uma balaustrada de tipo Dervaux:
- 28, rue Monge
- 55, rue du Cardinal-Lemoine

### Plataformas
Cardinal Lemoine é uma estação de configuração padrão: ela tem duas plataformas laterais separadas pelas vias do metrô e a abóbada é elíptica. A decoração é do estilo usado pela maioria das estações de metrô: a faixa de iluminação é branca e arredondada no estilo "Gaudin" da renovação do metrô da década de 2000, e as telhas em cerâmica brancas biseladas recobrem os pés-direitos, a abóbada e o tímpano. Os quadros publicitários são em faiança da cor de mel e o nome da estação é também em faiança. Os assentos são do estilo "Motte" de cor azul.

### Intermodalidade
A estação é servida pelas linhas 47 e 89 da rede de ônibus RATP.

## Pontos turísticos

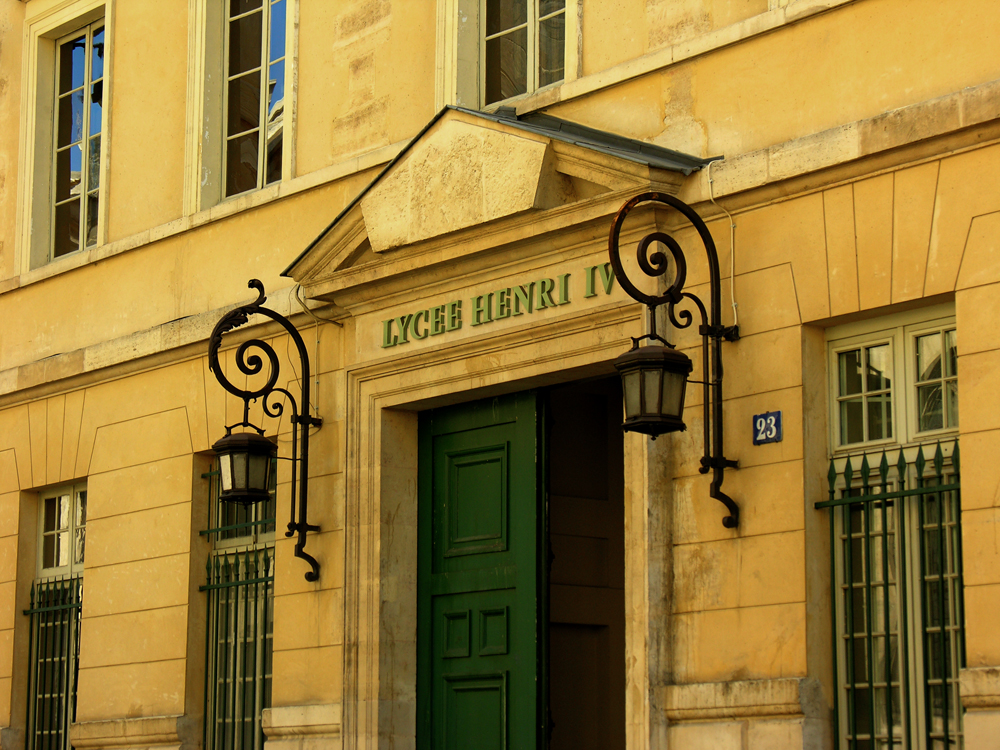
Entrada do Liceu Henrique IV, rua Clovis, a 300 m aproximadamente a oeste da estação

- Ministério do Ensino Superior e da Pesquisa
- Liceu Henrique IV
- Panteão